# Curragh (Bootstyp)

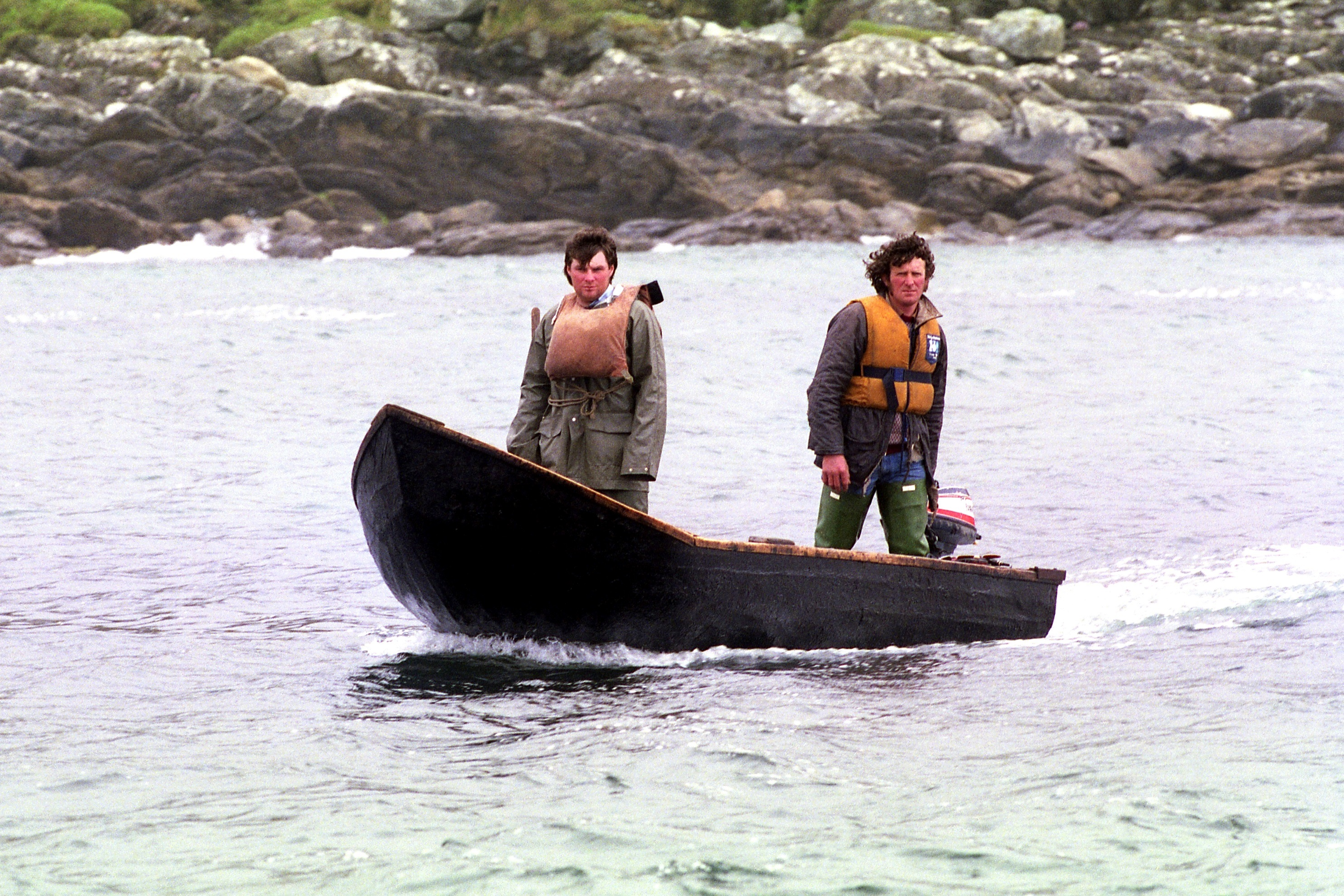
1986: Fischer in einem Curragh mit Außenbordmotor auf dem Rückweg zu ihrem Hafen in Westirland

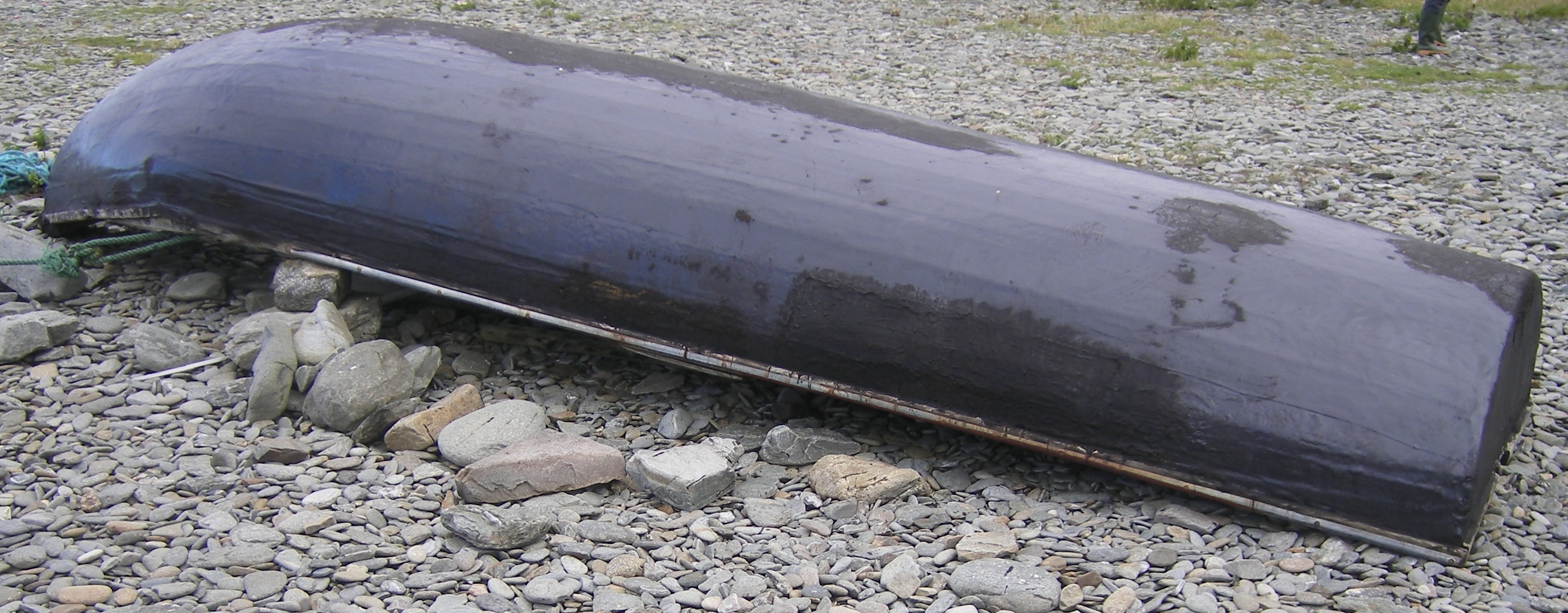
Ein Curragh vom Aran-Typ

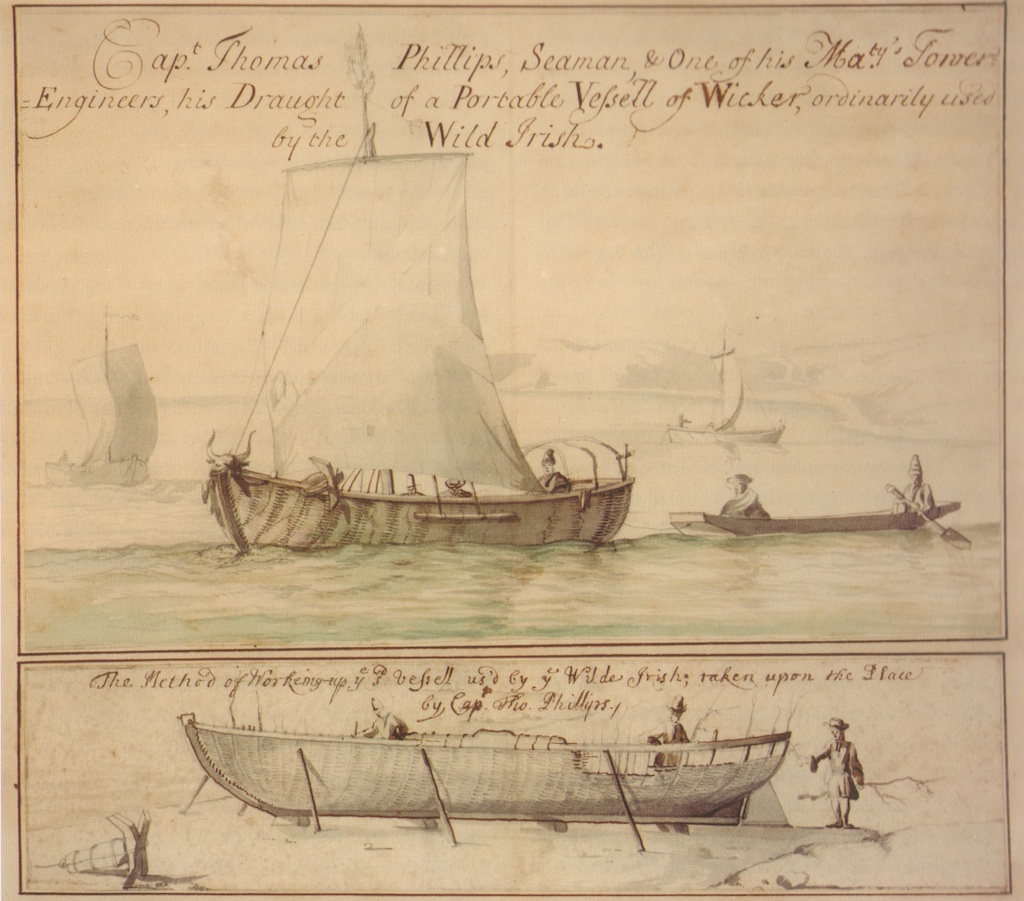
Eine Zeichnung aus dem 17. Jahrhundert zeigt ein segelndes Curragh und, im unteren Bild, auch die Größe dieser Lederboote

Ein Curragh, auch Currach, seltener Curagh oder Curach, ist ein traditionelles irisches Boot aus einem leichten Holzgerippe, das mit Leder oder Leinwand überzogen und geteert wird. Es war ursprünglich mit Leder bespannt ähnlich wie die Umiaks von Grönland. Die Curragh waren 4,80 bis 5,50 m lang, etwas weniger als 1 m breit und konnten auch einen Kiel haben. Sie wurden lange an der westirischen Küste, besonders auf den Aran-Inseln, zum Fischen und Angeln benutzt. Einer Darstellung aus dem 17. Jahrhundert zufolge waren die Curragh transportable seegängige Fahrzeuge der „Wild Irish“.

## Die „Navigatio“
- Artikel Navigatio Sancti Brendani Abbatis

Im Kapitel 4 der Navigatio Sancti Brendani beschreibt der Autor, wie der heilige Brendan mit seinen Mönchen ein Curragh für die geplante Seefahrt über das offene Meer zur „Insel der Seligen“ baut. Genau wird das Material beschrieben: harzgetränkte, in Eichenlohe gegerbte Ochsenhäute für die Bespannung, Eschenholz für die Spanten und Eichenholz für Dollbord, Ruder, Riemen und Mast, alles mit (Schafs)-Fett wasserundurchlässig gemacht. Dann wurde ein Rumpf aus mit Lederstreifen verbundenen Längs- und Querspanten konstruiert, die Häute darübergezogen und mit Flachsfaser-Fäden zusammengenäht. Ruder, Mast, Lederriemen (für die Wanten und Schoten), Ledersegel, sowie Reservehäute,  Hölzer und Fett vervollkommneten die Ausrüstung.
Ein ebenso konstruiertes Boot wird in den mythischen Erzählungen Immram Curaig Maíle Dúin („Die Fahrt des Bootes von Máel Dúin“) und Immram Brain („Brans Seefahrt“) beschrieben.
1976 baute der britische Abenteurer, Historiker und Schriftsteller Tim Severin ein altirisches Leder-Curragh zu einer Wiederholung der Navigatio genau nach diesen mittelalterlichen Plänen und aus den gleichen Materialien. Die Länge betrug 11 m und die Breite knapp 3 m. Mit einigen Begleitern durchsegelte er den Nordatlantik in zwei Etappen auf den Spuren von Sankt Brendan. Bei seiner Fahrt entlang der irischen Westküste lernte er zwei Curragh-Typen kennen: den von den Aran mit geradem Heck (siehe Bild oben) und den Dingle-Typ mit spitzem Heck, der in beide Richtungen gesteuert werden kann.